# Єрківська волость
Єрківська волость — історична адміністративно-територіальна одиниця Звенигородського повіту Київської губернії з центром у селі Єрки.
Утворена наприкінці XIX сторіччя об'єднанням Богачівської та Стебнянської волостей.
Старшинами волості були:
- 1909—1913 роках — Іван Кирилович Авратовщик[1],[2],[3],[4];
- 1915 року — Андрій Козій[5].